# بوب لوتز (تنس)
بوب لوتز (بالإنجليزية: Bob Lutz)‏ مواليد 29 أغسطس 1947 في سان كليمينتي، هو لاعب كرة مضرب أمريكي سابق بدأ مسيرته كمحترف سنة 1970 وكان يلعب باليد اليمنى، اعتزل اللعب في 1982. كما أنه أحد أبطال الجراند سلام. أعلى تصنيف له في الفردي كان المركز الـ 7 في سنة 1972.

## بطولات حققها
- بطولة أستراليا المفتوحة للتنس
- بطولة أمريكا المفتوحة للتنس

## روابط خارجية
- بوب لوتز على موقع رابطة محترفي التنس (الإنجليزية)
- بوب لوتز على موقع الاتحاد الدولي لكرة المضرب (الإنجليزية)
- بوب لوتز على موقع كأس ديفيز (الإنجليزية)
- بوب لوتز على موقع خلاصة التنس.كوم (الإنجليزية)